# Franz Koehn
Franz Koehn (* 9. Dezember 1889 in Augustwalde in Pommern; † nach 1951) war ein deutscher Filmarchitekt.

## Leben
Koehn erhielt seine Ausbildung zwischen 1908 und 1914 am Königlichen Kunstgewerbemuseum, mit Spezialgebiet Malerei und Graphik. Anschließend arbeitete er im Kunstgewerbe. Im Mai 1923 wechselte Koehn als einfacher Szenenbildner zum Film. 
1935 begann Franz Koehn in der Position eines Chefarchitekten Filmkulissen zu entwerfen. Seine Auftraggeber waren die UFA, die Produktionsfirma Peter Ostermayrs und die Bavaria. Ab 1942 bis Ende des Zweiten Weltkriegs war er Chefarchitekt der Tobis. Nach dem Krieg wurde Koehn von der DEFA übernommen und gehörte einem Szenenbildnerkollektiv an. In dieser Spätphase seines Berufslebens wurde Koehn nur noch mit minder wichtigen Aufgaben betraut.

## Filmografie
- 1935: Liebeslied
- 1936: Waldwinter
- 1936: Weiberregiment
- 1936: Verräter
- 1936: Und Du mein Schatz fährst mit
- 1937: Mein Sohn, der Herr Minister
- 1937: Patrioten
- 1938: Capriccio
- 1938: Frau Sixta
- 1939: Der Schritt vom Wege
- 1939: Die kluge Schwiegermutter
- 1939: Waldrausch
- 1940: Beates Flitterwoche
- 1940: Links der Isar – rechts der Spree
- 1940: Die keusche Geliebte
- 1940: Der laufende Berg
- 1941: Clarissa
- 1941: Menschen im Sturm
- 1942: Die Sache mit Styx
- 1942: Geliebte Welt
- 1942: Kohlhiesels Töchter
- 1943: Lache Bajazzo
- 1943: Tolle Nacht
- 1943: Um 9 kommt Harald
- 1943/44: Eine kleine Sommermelodie (UA: 1982)
- 1944: Meine Herren Söhne
- 1945: Frühlingsmelodie
- 1948: Straßenbekanntschaft
- 1949: Figaros Hochzeit
- 1950: Das kalte Herz
- 1951: Corinna Schmidt